# Federazione pallavolistica del Gabon
La Federazione gabonese di pallavolo (fra. Fédération gabonaise de volley-ball, FGV) è un'organizzazione fondata per governare la pratica della pallavolo in Gabon.
Organizza il campionato maschile e femminile, e pone sotto la propria egida la nazionale maschile e femminile.
Ha aderito alla FIVB nel 1965.